# Иванов-Голубой, Антон Иванович
Антон Иванович Иванов-Голубой (1818, село Козаково, Владимирская губерния — 24 ноября [6 декабря] 1863, Рим) — русский живописец-пейзажист, представитель романтического академизма, ученик и друг братьев Григория и Никанора Чернецовых.

## Биография
Родился в 1818 году в селе Козаково Вязниковского уезда Владимирской губернии в семье крепостного. Имел способности к рисованию.
Село Казаково принадлежало помещице Домашневой, которая отдала Антона на обучение в иконописную мастерскую отца братьев-художников Чернецовых — Григория Степановича.
Братья Чернецовы — Григорий и Никанор, уже закончившие Петербургскую академию художеств и получившие звание художников, приехали в 1836 году на родину в Лух, где познакомились с Антоном и пригласили его принять участие в их путешествии по Волге. Плавание началось 22 мая 1838 года из Рыбинска и завершилось 18 ноября того же года, когда лодка застряла во льдах недалеко от Астрахани.
Убедившись в таланте Антона, Чернецовы решили выкупить его из крепостничества, пожертвовав всеми своими сбережениями — двумя тысячами рублей ассигнациями. Однако помещица запросила большую сумму, поэтому художникам пришлось прибегнуть к помощи влиятельных людей, близких к искусству, таких, как граф Федор Толстой. Наконец, Домашневу удалось уговорить, и в 1841 году (по другим источникам — в 1840 году) она отпустила «вечно на волю крепостного своего дворового человека Антона Иванова».

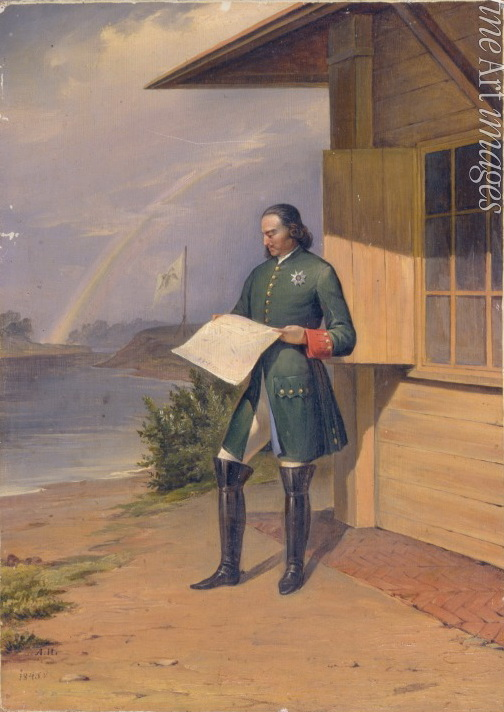
Пётр Великий на берегу Невы.

Уже свободного Иванова устроили вольнослушателем на учёбу в Академию художеств. С 1841 по 1849 годы он получал академическую стипендию. За картину «Вид Тучкова моста с набережной Васильевского острова» в 1844 году был награждён малой серебряной медалью, а в 1845 году получил звание неклассного художника.
В 1846 году братья Чернецовы отправились за границу и взяли с собой Иванова. В Италии он совершенствовал своё мастерство, писал не только этюды, но и пейзажи на тему русской природы. В 1848 году, во время революционных событий в Западной Европе, царь Николай I издал распоряжение об обязательном возвращении на родину всех россиян, находившихся в то время за границей. Чернецовы вернулись в Петербург, а Иванов отказался ехать и остался в Риме, где и умер 6 декабря 1863 года в возрасте 45 лет. Похоронен на Некатолическом кладбище в Тестаччо.
Антон Иванов любил носить жилеты модного голубого цвета, за что получил прозвище «Голубой»; оно закрепилось за ним для отличия от другого русского художника-однофамильца, тоже жившего в Риме — Александра Ива́нова.

## Творчество
Первое внимание критиков к своему творчеству Антон Иванов привлек в 1839 году, когда рисунки и более двух десятков картин, написанных братьями Чернецовыми во время и после их путешествия по Волге, были выставлены в Академии художеств. Антон Иванов написал картину «Вид мастерской художников Чернецовых на барке, в путешествие их по Волге в 1838 году». Она также экспонировалась на выставке и обратила на себя внимание знатоков живописи. На ней изображен внутренний вид деревянной надстройки на барке, на которой художники плыли по Волге. На переднем плане — помещение мастерской. Свет четырёх окон падает на рабочие столы, заваленные бумагами, начатыми картинами и ящиками с красками. На заднем плане видно помещение, служившее спальней художникам. В комнате Иванов нарисовал двух братьев Чернецовых. Слева, с книгой в руках — младший 16-летний Поликарп. Это единственный портрет, сохранившийся до наших дней — его жизнь оказалось недолгой. Справа — над рисунком на столе склонился Григорий. Картина ценна, как летописный документ путешествия (это первое полотно художника сохранилось — сейчас находится в Русском музее в Санкт-Петербурге).
В 1839 году Иванов также написал картины «Вид на Волге в Жигулевских горах», «Рыболовные суда отплывают из гавани», «Гром в Соковских горах на Волге». Позже — «Вид села Винновка на Волге в Симбирской губернии» (1841), картина, известная под условным названием «Переправа Н. В. Гоголя через Днепр» (1845; на самом деле изображенный на ней персонаж к Гоголю, вероятно, не имеет отношения), «Перевоз через Волгу в Симбирске» и «На Волге» (обе — в 1846 году).
Кроме русских пейзажей, Иванов также выполнил многочисленные зарисовки видов Италии — «Вилла русских художников близ Неаполя» (1851), «В окрестностях Тиволи» (1851), «Дорога в Риме» (1854), «Горное ущелье» (1862), большая картина «Русские песенники в Риме» (1862, хранится в Третьяковской галерее). Многие пейзажи Иванова переправлялись в Россию, где оседали в частных коллекциях.
До наших дней художественное наследие Иванова полностью не сохранилось. В музеях России осталось лишь несколько картин с подписью художника.

## Галерея

Некоторые работы
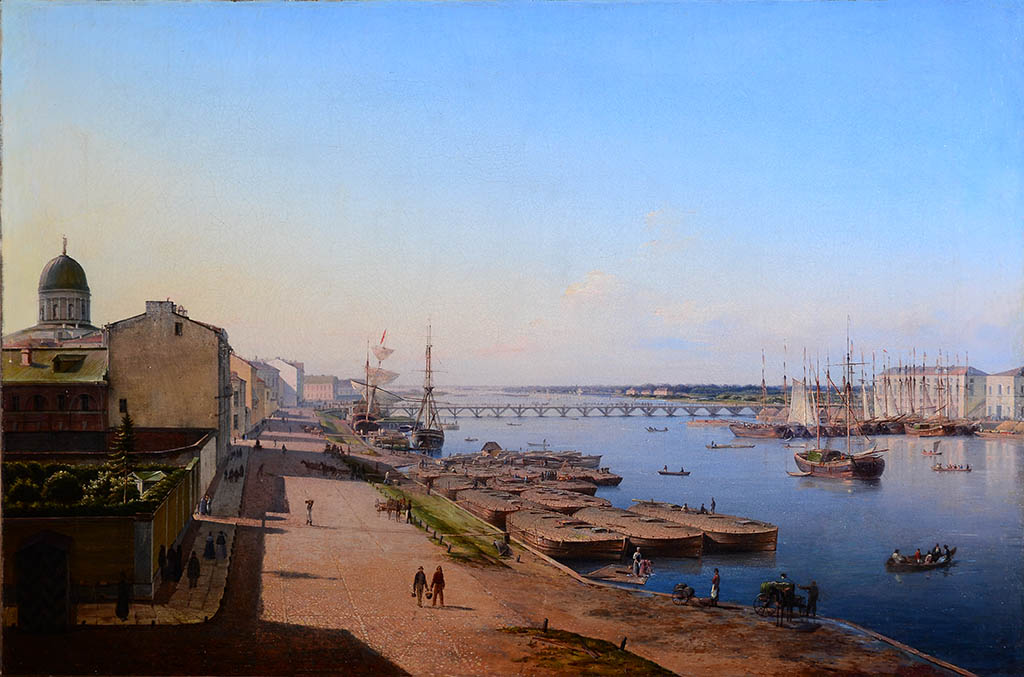
Вид Тучкова моста в Петербурге
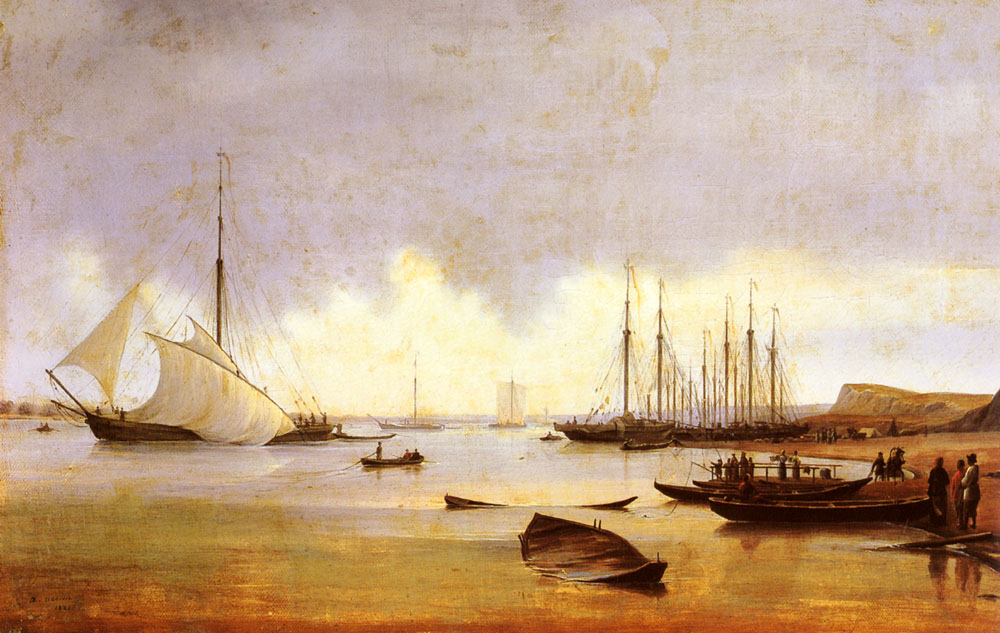
Рыбацкие суда отплывают с пристани. Предположительно, Кострома, 1839
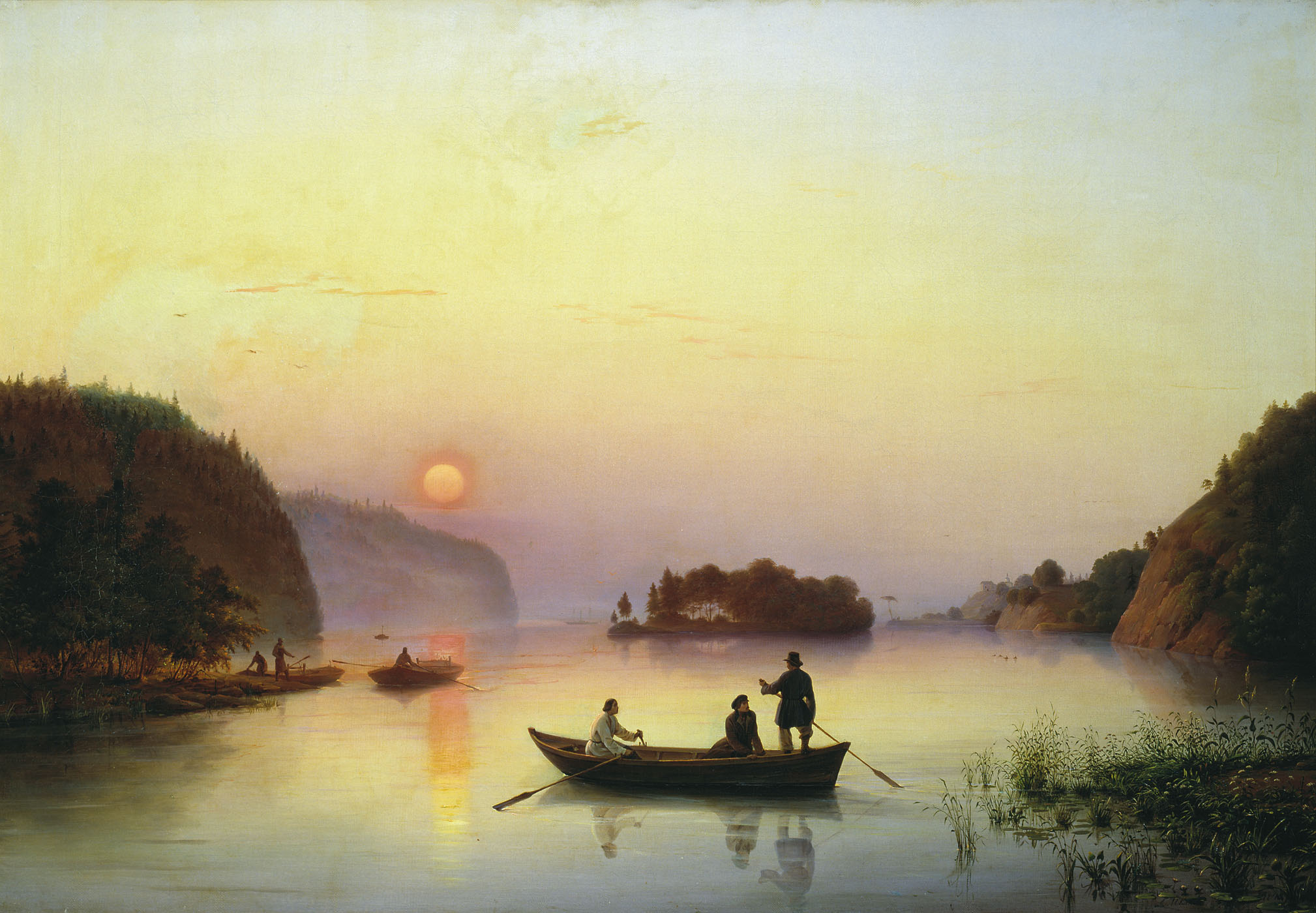
Так называемая «Переправа Н. В. Гоголя через Днепр», 1845.
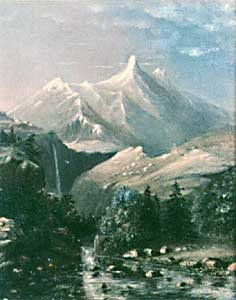
Горное ущелье, 1862
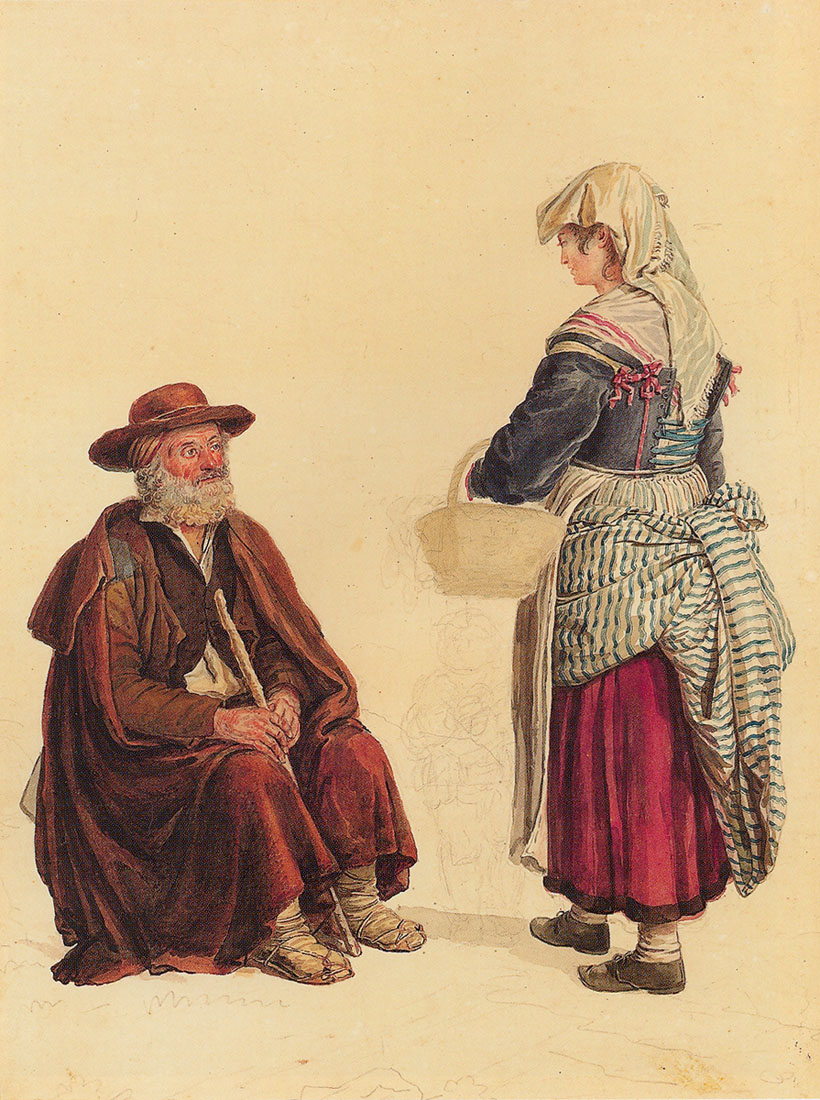
Итальянские крестьяне (лист из альбома)
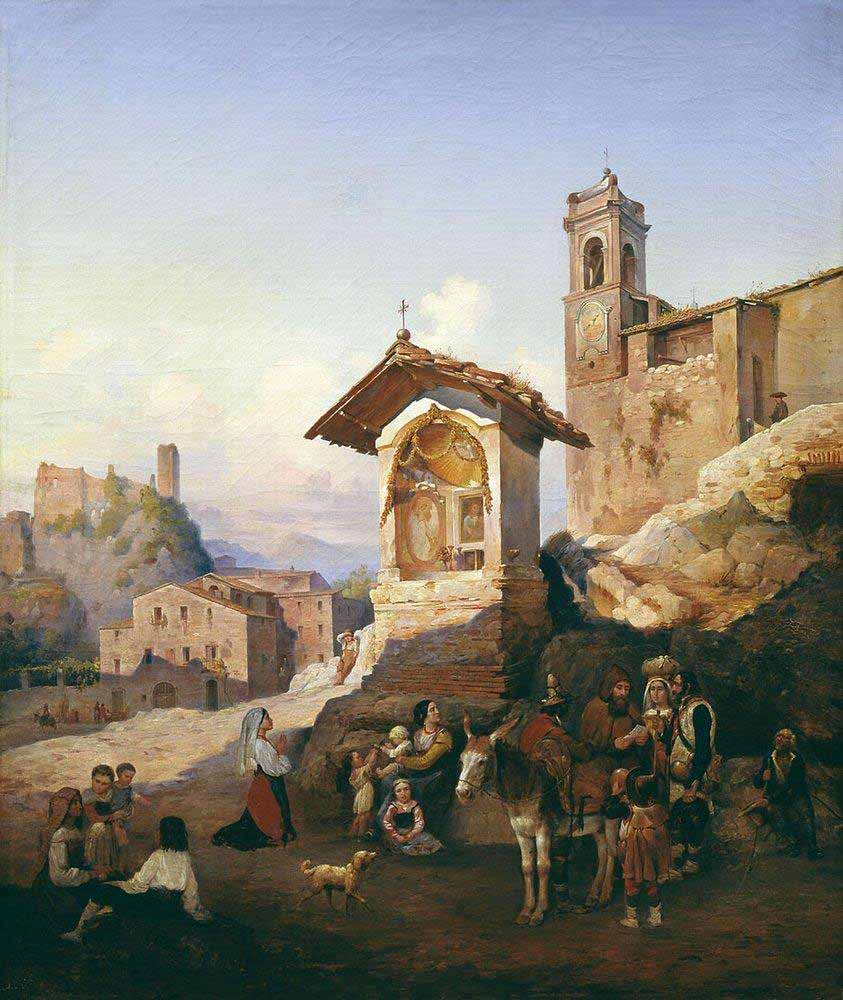
Уличная сцена в Италии (из окрестностей Рима), 1852.
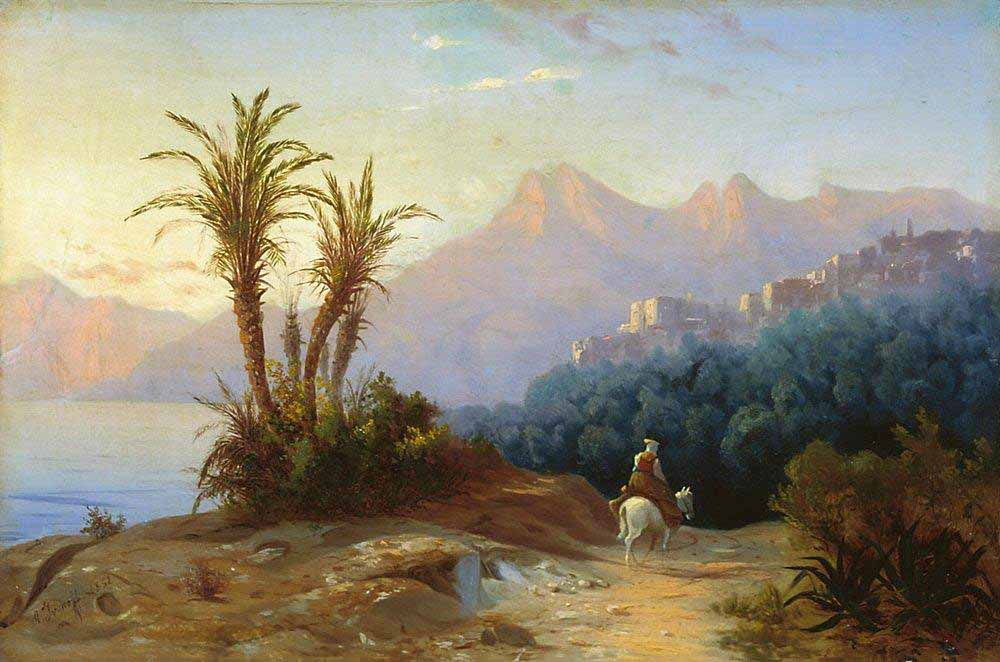
Итальянский пейзаж, 1852.
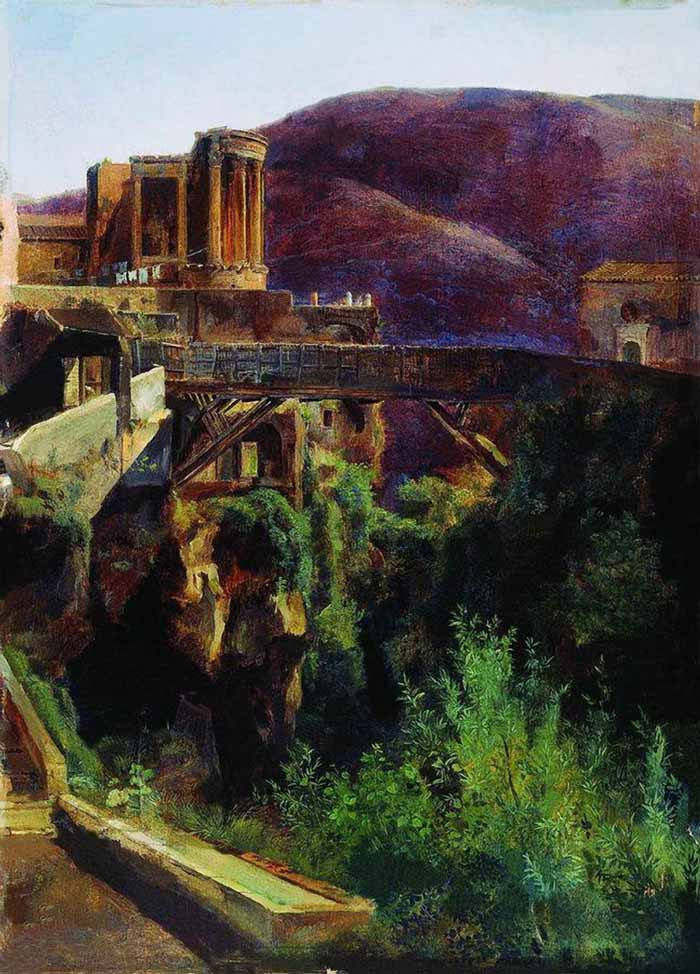
Храм Весты в Тиволи.
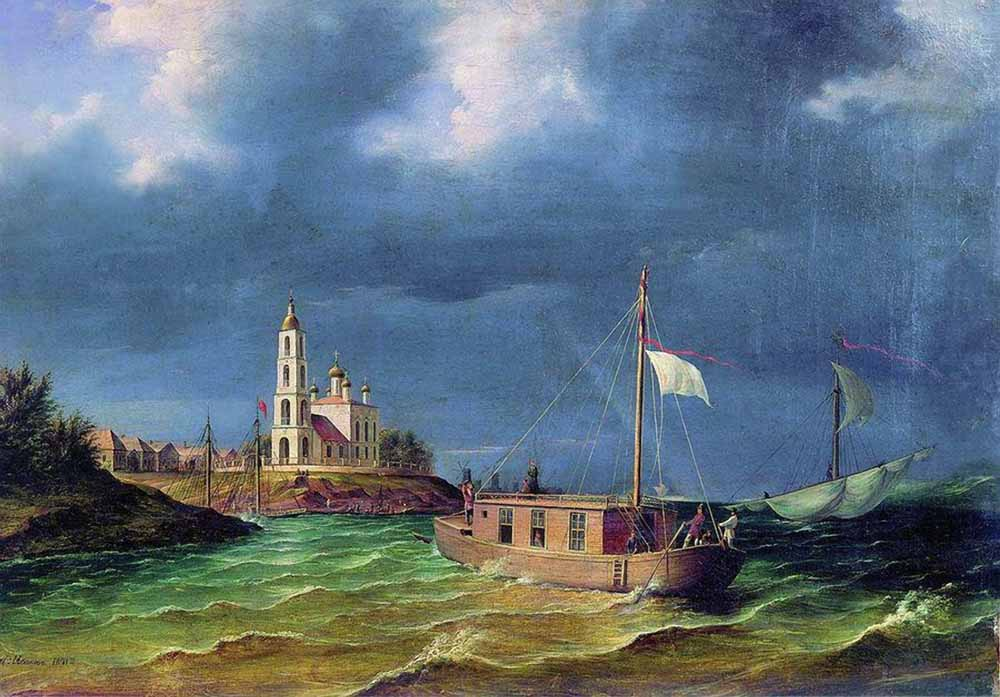
Барка братьев Чернецовых на Волге в Костромской губернии, 1841.